# Amedeo Banci
Amedeo Banci (Favignana, 18 agosto 1925 – Lerici, 24 dicembre 2013) è stato un hockeista su prato e calciatore italiano, di ruolo attaccante in entrambi gli sport.

## Carriera

### Calcio
Nato nel 1925 sull'isola di Favignana, in provincia di Trapani, si trasferì in seguito a Roma, giocando con le giovanili di Trionfale e Lazio.
Nel 1943-1944, a 18 anni, giocò con l'Elettronica nel campionato romano di guerra, arrivando ottavo su dieci squadre, ex aequo con l'Albaerotecnica.
Dopo la seconda guerra mondiale militò nel Civita Castellana in Serie C, allora divisa in diverse leghe, chiudendo 10º nel girone C della Lega Centro-Sud nel 1945-1946, vincendo il girone E della Lega Centro nel 1946-1947, salvo poi chiudere sesto e ultimo il girone finale per la promozione in Serie B e infine terminando 13º nel girone P della Lega Centro nel 1947-1948, retrocedendo in Promozione. 
Nel 1949-1950 fu ancora in Serie C, quinto nel girone C con la Maceratese.
Per la stagione successiva salì in Serie B, con lo Spezia, esordendo l'8 ottobre 1950, alla quinta di campionato, nella sconfitta per 3-0 in casa contro il Vicenza. Segnò la sua prima rete il 3 dicembre, alla tredicesima di Serie B, realizzando l'1-0 al 47' nella sconfitta per 2-1 sul campo del Catania. Il 27 maggio 1951 realizzò una doppietta nella vittoria per 3-2 in trasferta contro il Fanfulla alla 38ª di campionato, segnando 1-2 al 63' e 2-2 al 72'. Retrocesso con il 17º posto, ultimo a valere la retrocessione, rimase anche l'anno successivo in Serie C, cogliendo un'altra retrocessione, stavolta in IV Serie, arrivando 14º. Terminò l'esperienza ligure con 34 presenze e 6 reti.
Nel prosieguo della carriera fu in IV Serie al F. Di Biagio Terracina (12º nel girone G nel 1953-1954), all'Annunziata Ceccano (quarto nel girone F nel 1954-1955) e in prestito al Sora (10º nel girone F nel 1955-1956).

### Hockey su prato
Parallelamente alla carriera calcistica, giocò anche a hockey su prato, prendendo parte a 26 anni ai Giochi olimpici di Helsinki 1952, giocando entrambe le sfide perse dalla nazionale guidata da Bruno Gennaro, 5-0 contro la Francia nel turno preliminare e 2-0 con l'Austria nei quarti per i piazzamenti dal nono al 12º posto, arrivando quindi 11º. A livello di club militava nell'INPS Roma.
Morì nel 2013, a 88 anni.

## Statistiche

### Calcio

#### Presenze e reti nei club
Statistiche aggiornate al 1952.
| Stagione        | Squadra         | Campionato      | Campionato | Campionato | Coppe nazionali | Coppe nazionali | Coppe nazionali | Coppe continentali | Coppe continentali | Coppe continentali | Altre coppe | Altre coppe | Altre coppe | Totale | Totale | Totale |
| Stagione        | Squadra         | Comp            | Pres       | Reti       | Comp            | Pres            | Reti            | Comp               | Pres               | Reti               | Comp        | Pres        | Reti        | Pres   | Reti   |        |
| --------------- | --------------- | --------------- | ---------- | ---------- | --------------- | --------------- | --------------- | ------------------ | ------------------ | ------------------ | ----------- | ----------- | ----------- | ------ | ------ | ------ |
| 1943-1944       | Elettronica     | CRG             | ?          | ?          | -               | -               | -               | -                  | -                  | -                  | -           | -           | -           | ?      | ?      |        |
| 1949-1950       | Maceratese      | C               | ?          | ?          | -               | -               | -               | -                  | -                  | -                  | -           | -           | -           | ?      | ?      |        |
| 1950-1951       | Spezia          | B               | 22         | 4          | -               | -               | -               | -                  | -                  | -                  | -           | -           | -           | 22     | 4      |        |
| 1951-1952       | Spezia          | C               | 12         | 2          | -               | -               | -               | -                  | -                  | -                  | -           | -           | -           | 12     | 2      |        |
| Totale carriera | Totale carriera | Totale carriera | 34+        | 6+         | -               | -               | -               | -                  | -                  | -                  | -           | -           | -           | 34+    | 6+     |        |

## Palmarès

### Calcio
- Serie C: 1

Civita Castellana: 1946-1947 (Girone E, Lega Interregionale Centro)